# Liste d'abbés de Foigny
Les abbés de Foigny sont listés ci-dessous, en commençant par les titulaires réguliers puis les commendataires de l'abbaye Notre-Dame de Foigny, à La Bouteille, en France. Le territoire de Foigny a été cédé à saint Bernard de Clairvaux en 1121.

## Abbés réguliers
La liste des abbés réguliers est incomplète.
1. Bienheureux Renaud de Foigny (1121-1131), disciple de saint Bernard qui lui a écrit quatre lettres
2. Goswin Ier (1131 - 1147)
3. Robert de Coucy (1148-1169)
4. Anselme (1169-1180)
5. Odelin, (vers 1180)
6. Gilbert (vers 1186)
7. Simon
8. Matthieu Ier (1224 - 1248)
9. Anselme
10. Matthieu II
11. Jean de Juvancourt (vers 1290)
12. Jean de Chérines (1314 - 1336)
13. Gobert de Watigny ou de Wimy (1380-1416)
14. Jean Desprez ( - 1465) obligé de démissionner
15. Louis de Bandouil (1465 - 1493), puis abbé de Clairvaux
16. Jean de Nieul ( - 1534), dernier abbé régulier de Foigny.

## Abbés commendataires
1. Robert de Coucy-Vervins, archidiacre de Laon, aumônier du roi François Ier (1534 - 1569)
2. Bertrand de Marillac (1569 - 1573), évêque de Rennes
3. Jean de Morvilliers
4. Jean Lordreau, aumônier du roi
5. Camille de Neufville de Villeroy, archevêque de Lyon (1616 - 1693)
6. Jacques de Goyon de Matignon, (1693 - 1703)
7. Armand Gaston Maximilien de Rohan-Soubise, archevêque de Strasbourg (1703 - 1749)
8. Jean de La Croix de Castrie, évêque de Vabres (1754 - 1791)

## Source bibliographique
- Honoré Jean P. Fisquet, La France pontificale (Gallia christiana) Histoire chronologique et biographique des archevêques et évêques de tous les diocèses de France depuis l'établissement du Christianisme jusqu'à nos jours. Métropole de Reims, p. 350-353, E. Repos libraire-éditeur, Paris, 1864 ( lire en ligne ).